# فرزندان یک خدای کوچکتر (مجموعه تلویزیونی)
فرزندان یک خدای کوچکتر (کره‌ای: 작은 신의 아이들؛ انگلیسی: Children of a Lesser God) یک مجموعه تلویزیونی محصول کره جنوبی سال ۲۰۱۸ با بازی کانگ جی هوان و کیم اوک بین است. این مجموعه از ۳ مارس تا ۲۲ آوریل ۲۰۱۸، روزهای شنبه و یکشنبه ساعت ۲۲:۲۰ (کی‌اس‌تی) از اوسی‌ان برای ۱۶ قسمت پخش شد.

## بازیگران

### اصلی
- کانگ جی هوان در نقش چون جه این
- کیم اوک بین در نقش کیم دان
  - هان سو جین در نقش جوانی کیم دان[۴]